# Rya kyrka, Frillesås
Rya kyrka, tidigare Rya kapell, är en kyrkobyggnad som tillhör Frillesås församling i Göteborgs stift. Den ligger i Frillesås samhälle i Kungsbacka kommun.

## Historia
Sedan Västkustbanan anlagts och fått en station i Frillesås, kom ett stations- och badortssamhället att växa upp. Frillesås kyrka kom därmed att ligga avsides för många människor och gudstjänster började på 1930-talet att hållas i en hyrd lokal i Rya. En insamling för att bygga ett kapell startades 1936.

## Kyrkobyggnaden
Det ursprungliga kapellet uppfördes av en byggmästare från orten efter ritningar av arkitekt Gustaf Ljungman för insamlade medel, fast i församlingens regi. Juldagen 1936 hölls den första gudstjänsten och invigningen ägde rum den 7 december 1937. En orgel tillverkad av Tostareds Kyrkorgelfabrik införskaffades år 1952.
Redan på 1960-talet började kapellet att bli otillräckligt, men först på 1970-talet uppfördes en ny större kyrksal. Det ursprungliga kapellet byggdes om till församlingshem. Arkitekt var Pelle Nilsson. Den nya kyrkan och församlingshemmet invigdes 1975 av biskop Bertil Gärtner. Byggnaden har en modernistisk utformning med ett kraftigt lutande tak över den kvadratiska grundplanen. Under kyrkorummet finns barn- och ungdomslokaler.
Till kyrkan hör även en klockstapel med en klocka skänkt år 1937.

## Inventarier
- Altartavla målad 1956 av Saga Walli som föreställer den smala vägen genom korset till härligheten.
- Dopskål i silver med förgyllt kristusmonogram.
- Trärelief inköpt i Rom föreställande nattvardens instiftande.
- Krucifix av trä på den östra fasaden.

## Klocka och klockstapel
- En klocka anskaffades 1937 av gåvomedel. Den väger 101 kg och har inskriptionen: Kommen, ty nu är allt redo. och Loven Herren i hans helgedom. Den hänger i klockstapeln på berget strax norr om kapellet.